# Arbeidsbemiddeling
Arbeidsbemiddeling wil zeggen dat werknemers en werkgevers met elkaar in contact komen om werk te vinden. Dit vermindert de natuurlijke werkloosheid. Er zijn diverse manieren waarop werknemers en werkgevers met elkaar in contact kunnen komen. De belangrijkste zijn, in willekeurige volgorde:
- Personeelsadvertenties
- Relationele netwerken (onder anderen familie en kennissen)
- Open sollicitaties
- Arbeidsbureaus (UWV WERKbedrijf in Nederland en VDAB in Vlaanderen)
- Uitzendbureaus
- Detacheringsbureaus
- Websites zoals LinkedIn